# Хіманго
Хіманго (Milvago chimango) — вид хижих птахів родини соколових (Falconidae).

## Поширення
Вид поширений в Чилі, Аргентині та Уругваї, досягаючи Болівії, Парагваю та крайнього півдня Бразилії. Під час зимових міграцій його можна побачити на Фолклендських островах. Трапляється на всіх типах місцевості, де рослинність не дуже висока, від узбережжя до рівнин. Також трапляється в лісах, очищених від вторинної рослинності. Він присутній від рівня моря до 1000 метрів над рівнем моря.

## Опис
Хижий птах середнього розміру, завдовжки від 37 до 40 см. Плечі і спина окаймлена коричневими і білими пір'ями. Шия, груди і живіт світло-коричневі. Голова темно-коричнева. Крила мають темно-коричневу смугу з білою в прикореневій половині первинних. Хвіст світло-коричневий з темно-коричневою кінцевою смугою. Очі карі. Ноги жовті у самців і світло-сірі у самиць та дитинчат.

## Спосіб життя
Полює на комах, слимаків, черв'яків і личинок, молодих птахів, гризунів, дрібних риб, креветок і амфібій. Гніздиться поодиноко і колоніями. Вони розмножуються з вересня по грудень, причому жовтень є місяцем найбільшої продуктивності. Будує гніздо на деякій рослинності, де воно має певний захист від сонця та дощу. Висота рослинності, тип і місце розташування не мають значення. Кладка складається з двох-трьох яєць, інколи до п'яти. Насиджування триває від двадцяти шести до тридцяти двох днів і через п'ять тижнів пташенята залишають гніздо. Обидва батьки діляться всіма репродуктивними завданнями: будівництво гнізда, захист і висиджування, годування пташенят.

## Підвиди
- Phalcoboenus chimango chimango (Vieillot 1816) — Бразилія, Парагвай, Уругвай, Болівія, північна та центральна частина Чилі, північна та центральна Аргентина. Має світліше оперення.
- Phalcoboenus chimango temucoensis (Sclater 1918) — південна частина Чилі, південна Аргентина, восени мігрує на північ. Має темніше оперення та виражені лінії оперення.
- Phalcoboenus chimango fuegiensis (Johnson y Behn 1957) — Вогняна Земля, восени мігрує на північ.